# 埃格兰 (北达科他州)
埃格兰（英語：Egeland），是美国北达科他州下属的一座城市。根据2010年美国人口普查，该市有人口28人。